# Aula Magna
Aula Magna är den största hörsalen vid Stockholms universitet. Förutom den stora föreläsningssalen finns några grupp- och seminarierum. Utanför föreläsningssalen finns ett galleri med läsplatser. Hörsalen används vid akademiska högtider såsom magisterpromoveringar och symposier samt även till externa arrangemang, som till exempel bolagsstämmor. Nobelföreläsningar har även hållits här.

## Fakta
- Arkitekt: Ralph Erskine
- Byggherre: Stockholms Universitet genom Barbro Smith Lindwall, Akademiska hus genom Hans Lindh
- Byggnadsår: 1995–1997
- Sittplatser: 1194, fördelat på två avdelningsbara ytor om 557 respektive 637 sittplatser
- Bruttoarea: 7860 kvm
- Konstnärlig utsmyckning: Kirsten Ortwed och Liss Eriksson
- Adress: Frescativägen 6

Aula Magna ritades av arkitekten Ralph Erskine, som även ritat Allhuset, Stockholms universitetsbibliotek, Aktiverum (Frescatihallen) och Juristernas hus för universitetets räkning.

## Utformning
Aula Magna var den sista av Erskines byggnader på universitetsområdet. Tanken att placera en aula på platsen fanns med då campuset planerades under tidigt 1960-tal. 
Aulan är delvis placerad under mark. Från norrsidan och huvudingången ger den ett lågt och småskaligt intryck. Här dominerar stora glasytor. Mot sydsidan reser sig byggnaden i sin fulla höjd. Genom att Erskine bröt upp fasaden i många volymer med olika storlek, struktur och höjd lyckades han gestalta denna slutna del på ett intressant sätt. Här är fasaden uppförd av tegel i olika röda nyanser och partier artikulerade med olika ytstrukturer. På taket syns från långt håll de för Erskine typiska solreflektorerna som släpper in dagsljus ner till hörsalen via lanterniner. Interiören bjuder på ett vidsträckt panorama genom glasfasaden mot norr som ger en nära kontakt med naturen och de gamla ekarna utanför. Invändigt går de mönstrade tegelväggarna igen. Samkomponeringen med naturen ger sig i interiören till känna genom blottat urberg i nedre foajén. Innertakens rustika beklädnad av blonda träslag är ett kännbart karaktärsdrag som skänker besökaren en ombonad, varmare känsla än enbart glaset och stenen.
Aula Magnas auditorium hämtar inspiration från antikens amfiteatrar. Detta är ett praktiskt betingat drag: de 1194 åhörarna ska kunna uppfatta talaren utan elektronisk förstärkning. För detta ändamål samarbetade Erskine med akustikkonsulten Nils-Åke Nilsson. Innertaket av trä har en brant lutning mot scenen och kraftig profilering för att maximera ljudets spridning och undvika ekon. Dessa praktiska lösningar ger även en estetisk skulptural effekt.För att få en maximal ljudspridning har man byggt en brant lutning utifrån scenen och man har aktivt arbetat med att rumsform och material skall diffusera ljudet och undvika ekon.   

## Bilder

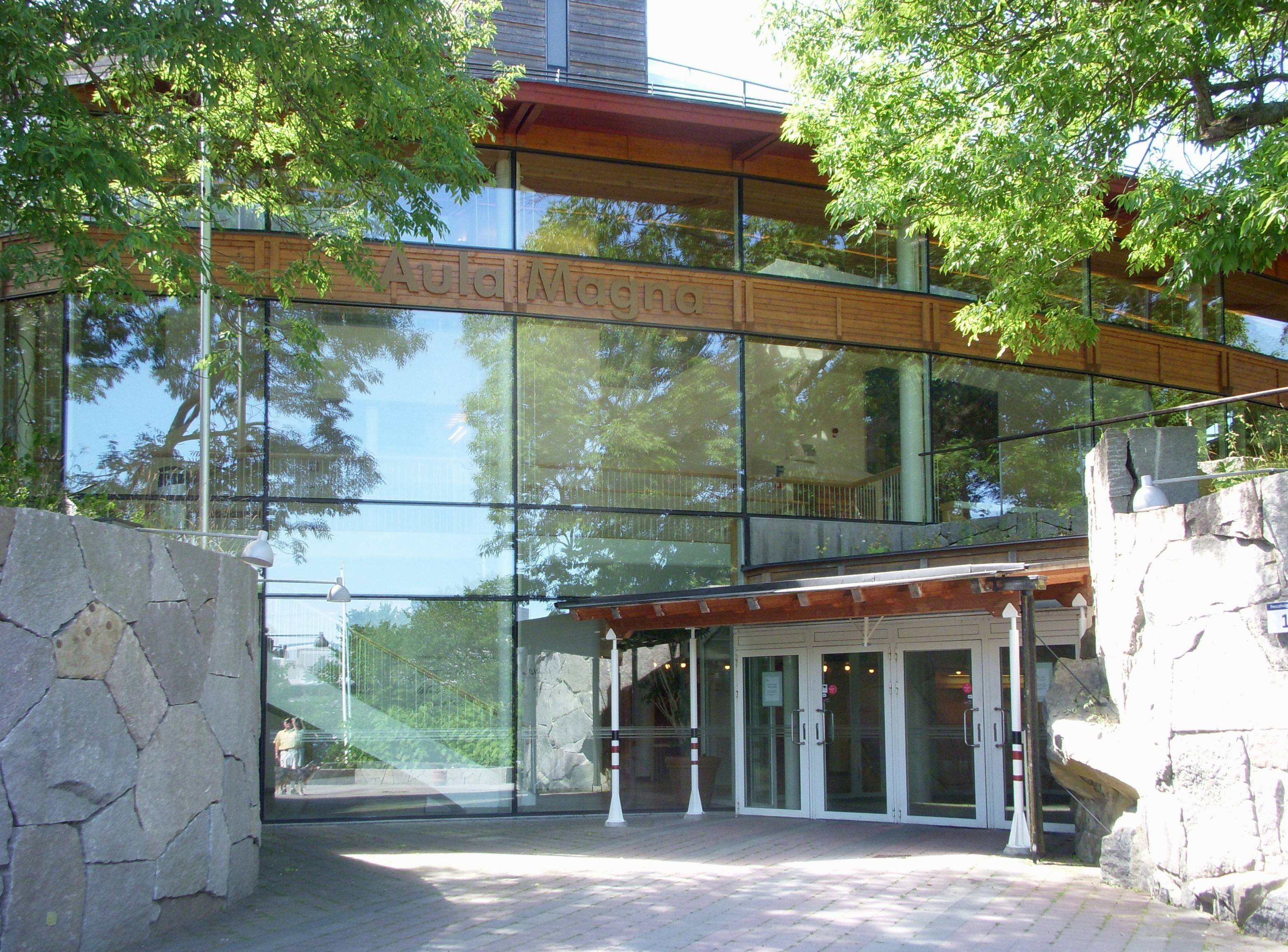
Norrsidan, huvudentré.
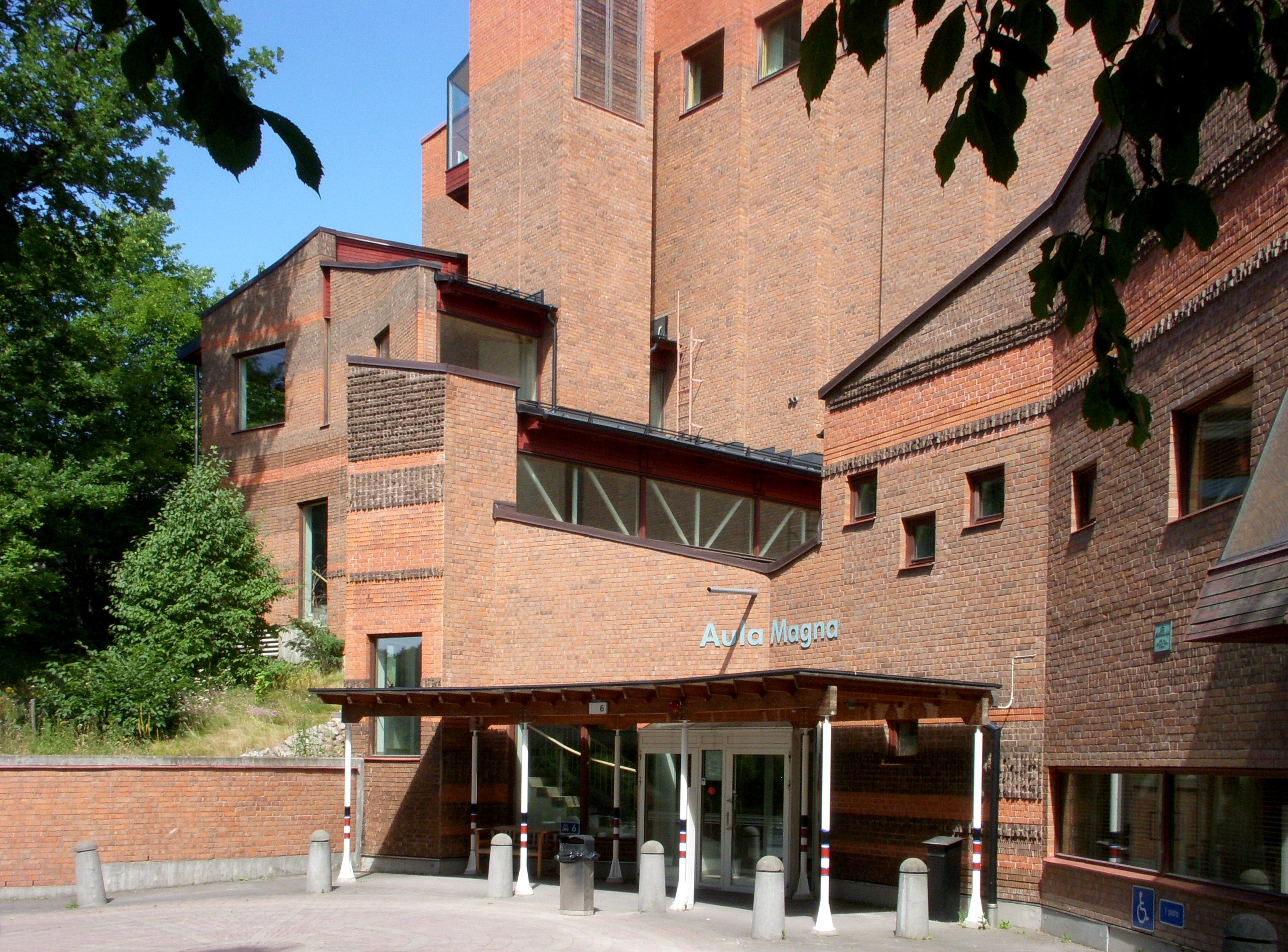
Sydsidan.
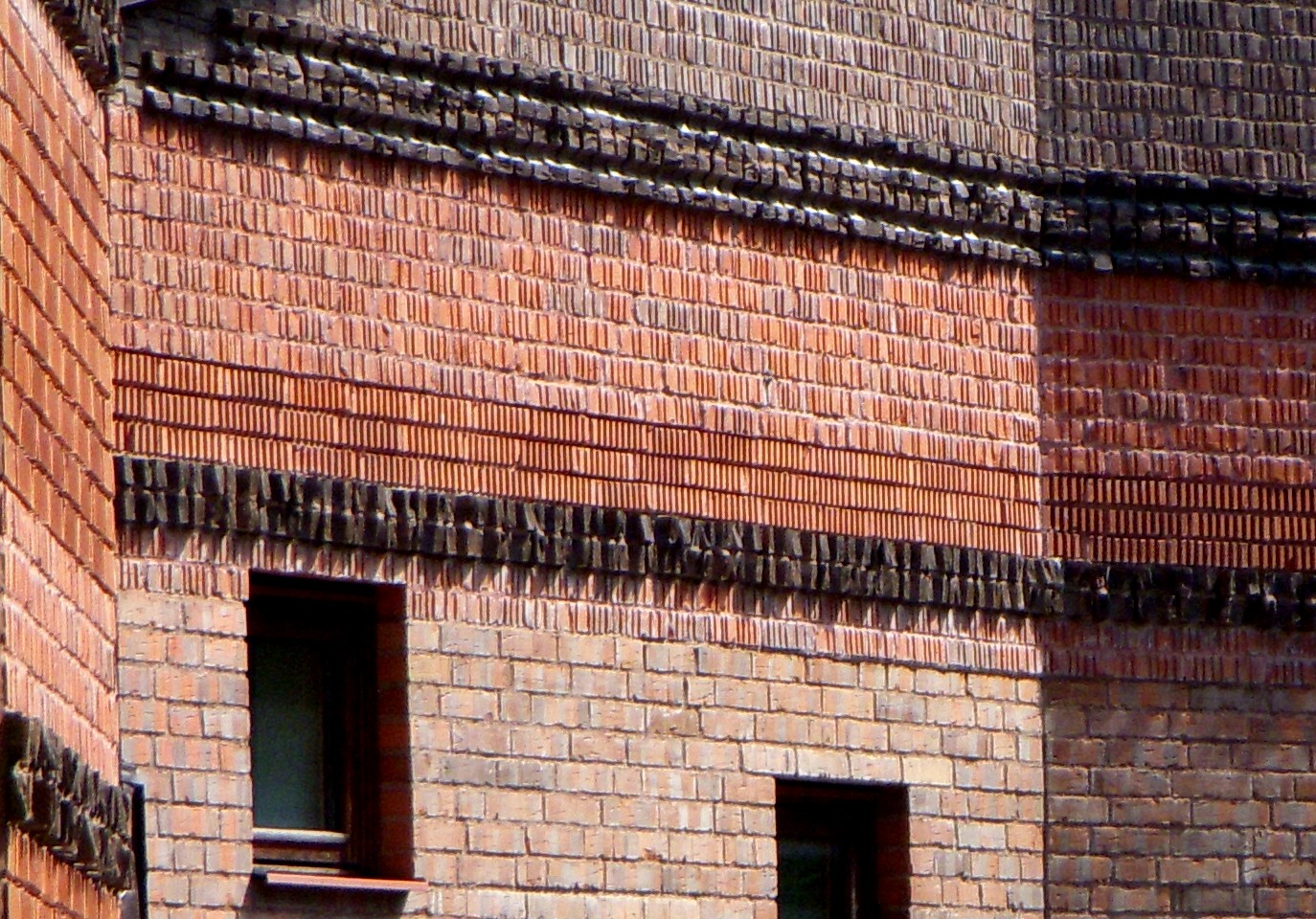
Mönstermurningen.
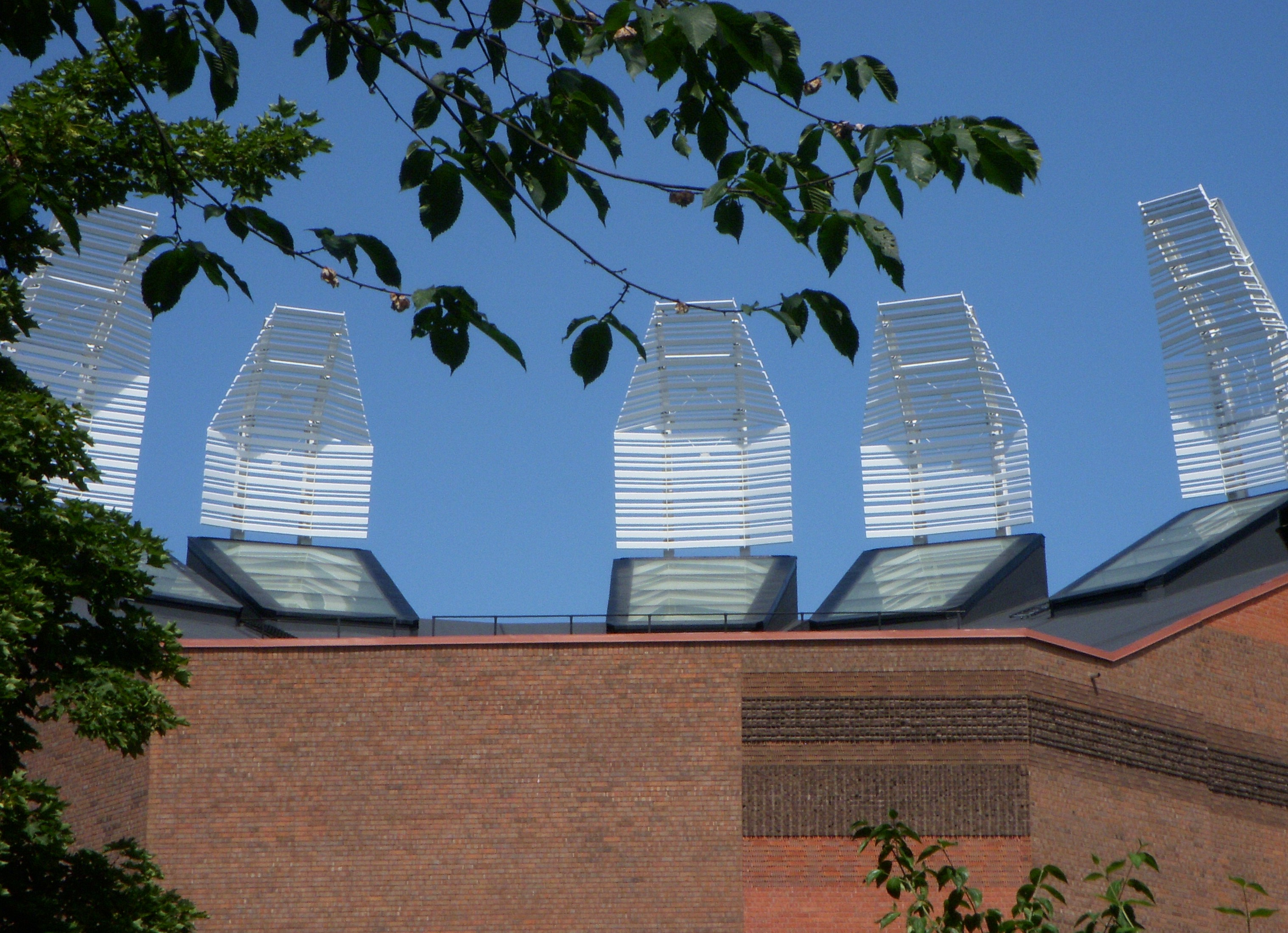
Solreflektorerna.
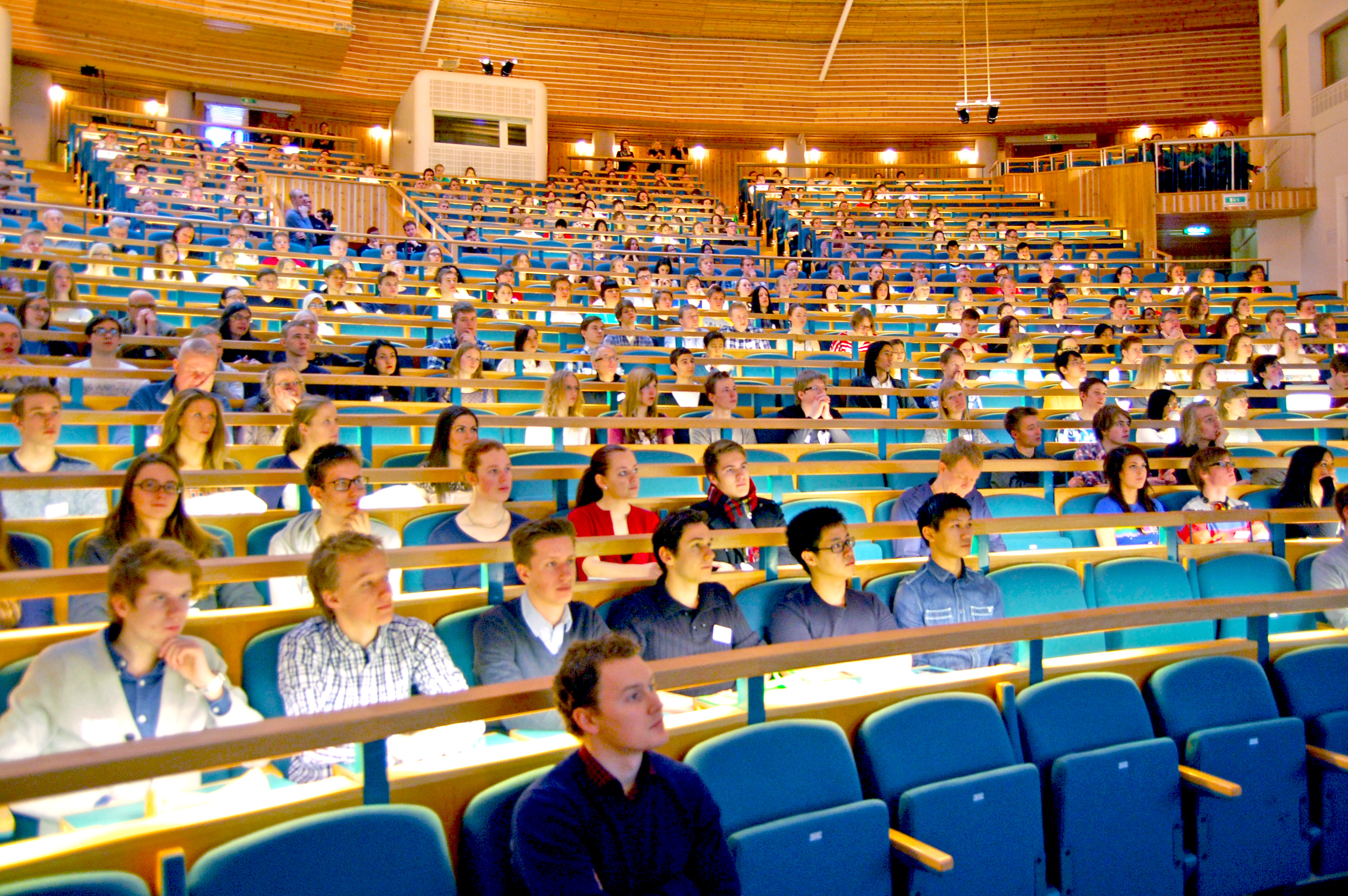
Hörsalen vid Berzeliusdagarna 2013.